# Blue Mountain (Arkansas)
Blue Mountain es un pueblo ubicado en el condado de Logan en el estado estadounidense de Arkansas. En el Censo de 2010 tenía una población de 124 habitantes y una densidad poblacional de 44,45 personas por km².

## Geografía
Blue Mountain se encuentra ubicado en las coordenadas 35°7′55″N 93°43′0″O / 35.13194, -93.71667. Según la Oficina del Censo de los Estados Unidos, Blue Mountain tiene una superficie total de 2.79 km², de la cual 2.78 km² corresponden a tierra firme y (0.28%) 0.01 km² es agua.

## Demografía
Según el censo de 2010, había 124 personas residiendo en Blue Mountain. La densidad de población era de 44,45 hab./km². De los 124 habitantes, Blue Mountain estaba compuesto por el 88.71% blancos, el 0% eran afroamericanos, el 8.06% eran amerindios, el 0.81% eran asiáticos, el 0% eran isleños del Pacífico, el 0% eran de otras razas y el 2.42% pertenecían a dos o más razas. Del total de la población el 3.23% eran hispanos o latinos de cualquier raza.